# Утро (картина Яблонской)
«Утро» (укр. «Ранок») — картина украинской советской художницы Татьяны Яблонской, созданная в 1954 году в Киеве. На ней изображена девочка, делающая утреннюю зарядку (художница изобразила старшую дочь в интерьере своей киевской квартиры). Художественные критики отмечали радостную атмосферу утра, умело переданную автором, льющийся в окно солнечный свет. В изображённой девочке советский искусствовед Ирина Абельдяева увидела непосредственность ребёнка, а в самой картине человеческое тепло, душевность, ясность и свежесть восприятия мира.
Картина считается ярким явлением раннего периода хрущёвской оттепели. По мнению британского искусствоведа, доктора философии, специалиста по искусству и визуальной культуре СССР Майка О’Махоуни, картина символизировала в сознании людей своей эпохи переход «от сна к бодрствованию, от тьмы к свету, от хаоса (незастеленная постель [в комнате девочки]) к новому порядку, равновесию, гармонии», те надежды, которые пробудило в людях окончание сталинской эпохи. С его точки зрения, она смело для своего времени подчёркивает национальную идентичность героини. 
Картина быстро завоевала высокую оценку художественных критиков, получила популярность среди зрителей, репродукции с неё были напечатаны в крупных советских периодических изданиях. Полотно входит в коллекцию Государственной Третьяковской галереи и демонстрируется в настоящее время в здании Новой Третьяковки на Крымском валу.
Картина воспроизводится в учебниках для общеобразовательной средней школы, она рекомендована для изучения на уроках методистами Украины и Российской Федерации.

## Сюжет и его трактовка художницей
Украинский советский искусствовед Леонид Владич так описывал картину:

Звонкая радость жизни звучит в картине «Утро». И стройная, характерная своими вытянутыми пропорциями фигура девушки-подростка, занятой утренней гимнастикой, и яркое солнце, вливающееся в комнату сквозь широко открытую дверь балкона, и нежно-зелёные листья вьющегося растения — всё это говорит о здоровой, светлой, радостной юности.— Леонид Владич. Т. Н. Яблонская
На картине изображена комната, в которой девочка делает зарядку у ещё не заправленной постели. Обе двери на балкон распахнуты настежь. Длинноногая девочка в коротких шортах делает утреннюю зарядку. Дочь художницы Елена, которая позировала для картины, уточняла, что она запечатлена матерью во время разминки перед гимнастической позицией «ласточка» (в другом интервью она говорила, однако: «И вот эта поза, в которой я на картине, она не столько гимнастическая, сколько балетная. Когда собираешься делать ласточку. Такой отмах ножки назад»). На столе её уже ждёт скромный завтрак, на стуле лежит аккуратно сложенная школьная форма, через его спинку перекинут отглаженный пионерский галстук. Кувшин на столе — чешский. Его Татьяна Яблонская привезла из первой командировки за границу. Полосатая скатерть, на которой стоит кувшин, служила семье многие годы.
Листья над окном на картине — отражение второго увлечения дочери художницы. Она очень любила растения, поэтому на балконе всегда стояла рассада с цветами. Тринадцатилетняя Лена готовилась изучать ботанику и даже стать супругой лесника. Однако, после 7-го класса Татьяна Яблонская настояла, чтобы девочка поступила в художественное училище. 
О своём состоянии во время позирования матери Елена Бейсембинова рассказывает:

«Меня только что приняли в пионеры, я просто летала. Сама вскакивала поутру с первыми лучами солнца и жмурилась, ощущая, как нагрело весеннее солнце пол. И мама поймала это ощущение тёплого со сна ребёнка… Я занималась балетом и гимнастикой, и то, как на картине в сторону отставлена ножка и вскинуты руки, — это часть хореографии, эти движения мама и подметила… Картина очень натуралистична»— Александра Маянцева. «Утро». Продолжение. Интервью с Е. С. Бейсембиновой
Художественный образ полотна, по мнению Лидии Поповой и Владимира Цельтнера, строится на трёх планах:
- Утро за окном, «где сизая дремотная дымка ещё клубится в непроснувшихся улицах и тает, уплывая в белёсое небо».
- Утро в «синих длинных тенях, вошедших сквозь растворённую дверь балкона и вытянувшихся по полу, спрятавшихся в складках постели».
- В своей героине художница ищет образ утра человеческой жизни: тонкая, стройная фигура словно бросается навстречу своему городу и новому дню.

## История создания и судьба картины

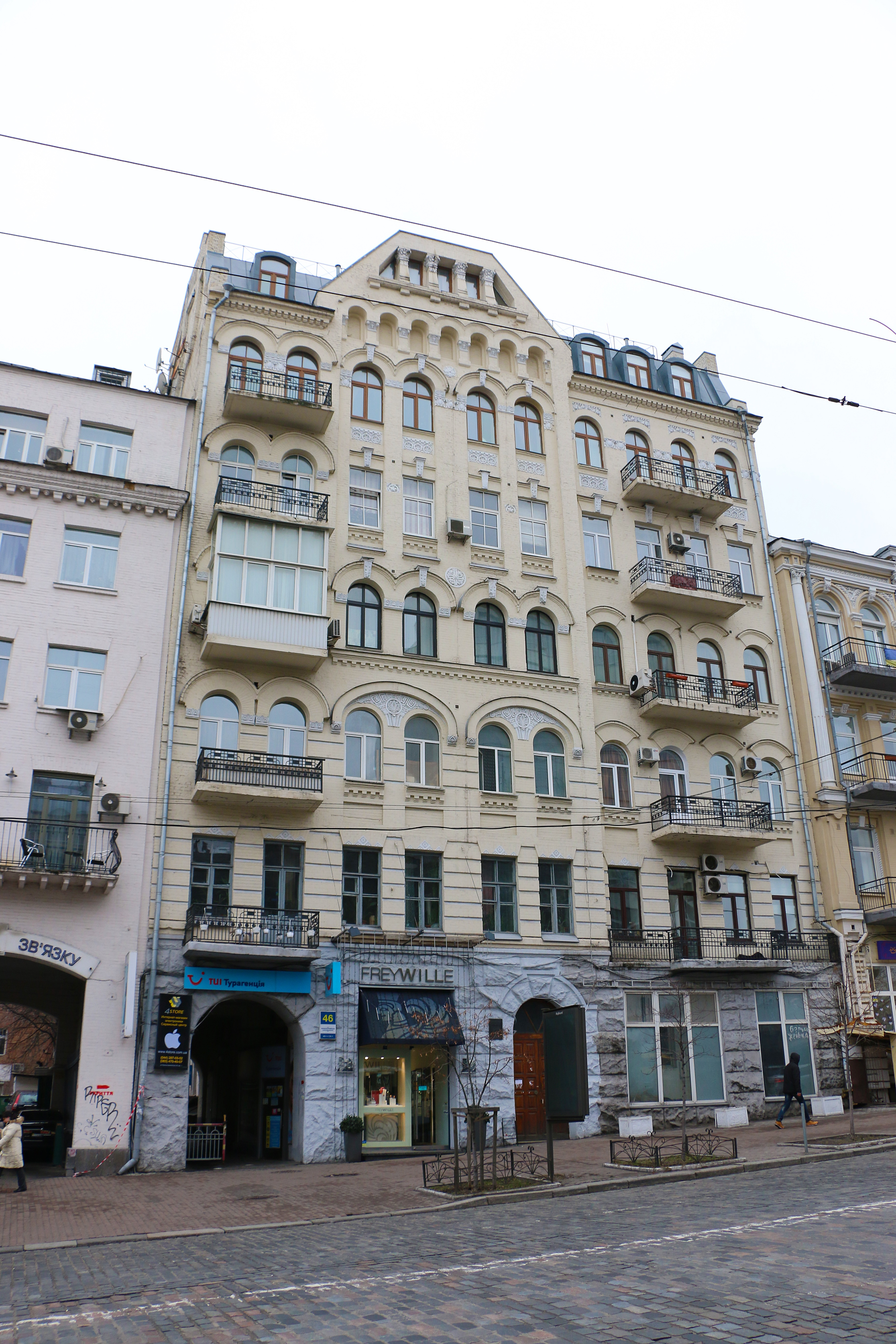
Киев, дом № 46 по улице Большой Васильковской, в котором происходит действие картины

Картины «Утро» и «Вратарь» Сергея Григорьева в Новой Третьяковке, 2019

К 1954 году Татьяна Яблонская была достаточно широко известна среди деятелей искусства и широкой аудитории зрителей; написанная ею в 1949 году картина «Хлеб» была представлена в основной экспозиции Государственной Третьяковской галереи. Репродукции с неё разошлись миллионными тиражами на открытках и плакатах. Молодая художница была удостоена Сталинской премии II степени.
На картине изображена тринадцатилетняя девочка Лена (старшая дочь Татьяны Яблонской от первого брака — с художником Сергеем Отрощенко). Действие происходит в квартире № 9, которая находится в центре Киева, в доме № 46 по улице Красноармейской, где Елена Отрощенко жила в 1949—1955 годах. Помещение, на холсте выглядящее просторным, является одной из двух комнат киевской коммуналки, в которых ютились художница и её дочь. Впоследствии Елена рассказывала корреспонденту «Комсомольской правды»: «Жили мы небогато, даже подружек в гости стеснялись приводить. Хоть мамины картины и печатали в учебниках вместе с шедеврами Шишкина и Репина, ни денег, ни какой-то всенародной славы это не приносило. И уж конечно, никакие горы писем мне никогда не приходили. Мои одноклассники даже не подозревали, что я дочь той самой Яблонской, потому что я носила фамилию отца — Отрощенко и никому не хвасталась своим родством».
Картина «Утро» сыграла особую роль в личной жизни её главной героини. Дочь художницы Елена во время учёбы в Московской государственной художественно-промышленной академии имени С. Г. Строганова на факультете декоративного оформления тканей познакомилась с молодым художником из Казахстана Арсеном Бейсембиновым. Будучи ещё мальчиком, он влюбился в девочку на репродукции картины «Утро», которая висела у него дома. Елена и Арсен поженились. В настоящее время старшая дочь Татьяны Яблонской Елена Бейсембинова живёт в Казахстане (её муж скончался в 2000 году), она — член Союза художников и Союза кинематографистов Республики Казахстан. В Алма-Ате в 1962 году у неё родился сын Зангар, также ставший художником. Долгое время супруги работали для кино, но сама Елена признавалась, что далека от увлечения им. Она разводит фазанов и растит пионы. На её картинах также обычно изображены цветы. Посетителям своих выставок она дарит браслеты из бисера собственной работы. Елена рассказывала, что увидеть вместе с мужем картину «Утро», которая стала для них талисманом, в зале Третьяковской галереи супругам так и не удалось: в молодости они не придавали этому значения, а в зрелом возрасте не совпадали графики.
Техника создания картины — масляная живопись по холсту. Размер — 169 × 110 см. В процессе работы над композицией полотна художница создала большое количество эскизов. Картина была показана на III Всероссийской выставке работ действительных членов и членов-корреспондентов Академии художеств СССР в 1954 году, получила одобрение зрительской аудитории и критиков. Она была приобретена Государственной Третьяковской галереей, где находится в коллекции и в настоящее время. Полотно художницы демонстрируется в разделе советской живописи в эпоху хрущёвской оттепели в здании Новой Третьяковки на Крымском валу (инв. ЖС 58). 
Сама художница не была удовлетворена результатом работы над картиной. В письме искусствоведу Анне Галушкиной, возглавлявшей в Третьяковской галерее Отдел советской живописи и графики, датированном августом 1963 года, где речь шла о возможном приобретении для Третьяковской галереи другой картины Яблонской («Свадьба»), она писала: «Мне б, конечно, очень бы хотелось ещё раз попасть на священные стены галереи. И мне кажется, что эта картина, во всяком случае, лучше бы воспринималась, чем моя работа „Утро“». Ещё более определённо она утверждала в конце жизни: «В то время много было написано всевозможных детских сюсюкающих картинок. И всё казалось хорошо, „художественно“. Противная, антиживописная картина „Утро“. А ведь по замыслу неплохая. Вдохновил меня на неё Е. Волобуев. Но по живописи она абсолютный ноль».
Гаяне Атаян, дочь художницы, считала, что негативный отзыв о картине был дан автором под влиянием настроения и не отражает подлинное отношение Татьяны Яблонской к полотну «Утро»: «Это было написано в 90-е годы. Мама вообще была человеком настроения. Так ей показалось на тот момент. И о картине „Хлеб“ она одно время говорила, мол, это плакат, а уже в конце жизни, анализируя своё творчество, то сказала: „Всё-таки лучшая моя картина — это «Хлеб». Я всегда ею гордилась“…» А Евгений Всеволодович Волобуев был для мамы и для всех нас непререкаемым авторитетом. Всегда. Это очень тонкий живописец, человек острого ума, мог одним словом так очертить какое-то явление, что ни дать, ни взять. Если о чьей-то работе отзывался положительно, мы это очень ценили. Мне повезло немного с ним общаться. Работ, которые одобрил дядя Женя, у меня немного".
Картина неоднократно была представлена на выставках советского искусства. Так в 2017 году она демонстрировалась на передвижной выставке «Окна в Россию». Художественный критик отмечал, что в экспозицию попали полотна советского периода, в которых присутствует общий мотив — окно. Выставка была открыта в Нижнем Новгороде, а затем была показана ещё в пяти городах, в том числе в Москве. Журнал «Эксперт», рассказывая об этом событии, так охарактеризовал полотно Яблонской: «Символ выставки, её бренд, который должен сразу сообщить зрителю, что он увидит, каким настроением проникнется, придя сюда, — хрестоматийная работа».
Украинский общенациональный телеканал «1 + 1» подготовил небольшую передачу, посвящённую созданию картины, — «Удивительная история картины „Утро“ Татьяны Яблонской».

## Художественные критики о картине
Советский искусствовед Валентина Курильцева в первой монографии о творчестве художницы обращала внимание, что Яблонская одновременно работала над несколькими произведениями: «Строители», «Над Днепром» (1953—1954), «Летом» (1954), «На окне весна» (1954), «Дома за книгой» (1954), «Утро» (1954), «Слушая сказку» (1954). Все эти картины проникнуты «жизнерадостным, бодрым настроением». По её словам, зрители приняли эти картины эмоционально, как горячий отклик на 
переживаемое самой художницей. Эта особенность творчества художницы свидетельствует о следовании Яблонской традициям мастеров живописи прошлого.
Искусствовед Ирина Абельдяева в своей книге «Советское искусство в годы развёрнутого строительства коммунизма», вышедшей в 1964 году, отмечает поэтический образ, созданный художницей в картине «Утро», светлый колорит, передающий радостную атмосферу утра, льющийся в окно солнечный свет. В изображённой девочке критик видит много детской непосредственности, а в самой картине тепло человечности, душевность, ясность и свежесть восприятия окружающего мира.
Советские искусствоведы Лидия Попова и Владимир Цельтнер в книге о творчестве Татьяны Яблонской, изданной в 1968 году, отмечают по-утреннему просветлённую палитру картины, построенную на отношениях ровных плоскостей стен и пола тёплого охристого тона, белого пятна постели в «синеватых прохладных рефлексах», скатерти в широкую голубую полоску и видного сквозь балконную дверь голубого утреннего города. Картина вытянута по вертикали и подчинена ритму вертикальных линий, что подчёркивается движением самой девочки вверх. Ощущение широты пространства усиливается открывающимся видом города сквозь распахнутую дверь балкона, пространство города сливается с пространством картины, становится его частью. Сама картина наполнена «ровным спокойным сиянием».
К 1954 году Татьяна Яблонская уже создала несколько произведений на тему спорта, например, «Перед стартом» (1947) и «На Днепре» (1952). Обе эти работы показывают спорт как массовое движение, они ставят в центр внимания участника-зрителя, ориентированы на творчество Александра Дейнеки. «Утро» — первая значительная картина Яблонской, написанная после смерти Сталина. Она, по мнению кандидата искусствоведения Леонида Владича, знаменует отход художницы от ориентации на творчество Александра Дейнеки. Сцена, изображённая на картине, была знакома всем советским людям. Из радиоприёмников в то время звучала бодрая музыка, диктор под неё проводил дистанционную утреннюю зарядку: наклоны, приседания… Девочка на картине Яблонской запечатлена во время такой зарядки. Она только что встала (слева видна неубранная постель). Одежда девочки лежит на стуле у открытой двери из комнаты на балкон, сама она, в майке и трусах, поднимает руки и правую ногу.
Кандидат искусствоведения Леонид Владич отмечал, что солнце за окном и зелень листьев, склоняющихся к девочке, подчёркивают её юность. Он считал особенностью лирического дарования Яблонской неразрывное переплетение личного с общественным, благодаря чему «„Мои дети“ неизменно перерастают в тему — „наши дети“». Именно в этом он видел секрет влияния подобных картин Яблонской на зрителя. Он также отмечал: «Эти произведения Яблонской, по нашему мнению, интересны ещё и тем, что они полемически направлены против надуманных, внешне благополучных, но пустых и холодных картин, которые некоторые художники пытаются выдать за актуальные произведения на том лишь основании, что у них поднята (но отнюдь не раскрыта в художественных образах!) современная тема». По убеждению Владича, своими полотнами о детях Яблонская доказывает, что «каждое явление нашей повседневной жизни полно великой поэзии».
В коллективной монографии «Мировая художественная культура. XX век. Изобразительное искусство и дизайн», вышедшей в 2007 году, отмечалось, что картина Яблонской «показывает безмятежное утро, лёгкую и непринужденную обстановку будней в самом обычном советском доме». Близкую мысль высказывал доктор философии, выпускник Института искусства Курто в Лондоне, специалист по искусству и визуальной культуре СССР периода между Первой и Второй мировыми войнами Майк О’Махоуни. Перед зрителем, по его мнению, художница представляет мир повседневной, частной жизни. Однако падающий из глубины свет и избранный ракурс (зритель смотрит несколько сверху) создают эффект не домашней зарядки, а подготовленного выступления перед публикой. О’Махоуни обращает внимание на то, что юная спортсменка выполняет не примитивные упражнения, которые входили в состав радиогимнастики, а стоит в весьма сложной профессиональной позиции, как если бы она находилась на занятии в балетном классе или в гимнастическом зале. Догадку британского искусствоведа подтверждает и сестра изображённой на картине девочки: «В юности Лёля занималась гимнастикой, любила танцевать, ей даже говорили, что может быть балериной». Подтверждала это и сама Елена в своих интервью: «Я в детстве очень хорошо танцевала. Мне поначалу прочили балетную, потом гимнастическую карьеру». Искусствовед сопоставляет дату создания картины (1954) с выдающимися успехами советских спортсменов и спортсменок именно в гимнастике на Олимпийских играх в Хельсинки в 1952 году (двадцать две медали (в том числе девять золотых) достались гимнастам СССР). В 1930-е годы гимнастика занимала важное место в системе военной подготовки, входила в программу физкультурных институтов, но только после войны она широко распространилась практически по всей территории СССР. Самыми популярными среди девочек секциями в детских спортивных школах стали гимнастические.
По мнению О’Махоуни, юная гимнастка Яблонской — не изображение массового участия в физкультурном движении, а символ профессионализма молодых спортсменов, которые своими победами прославляют советский народ. Он также обращает внимание, что юная героиня картины по замыслу художницы — украинка. На это указывают предметы в комнате (отмеченные национальной спецификой), яркое солнце, тёплый южный воздух, веющий с балкона, причёска девочки. Кроме того, что сама художница жила в это время на Украине, именно с Украины приехали в Хельсинки будущие победители и призёры Летней Олимпиады 1952 года: Виктор Чукарин, Дмитрий Леонкин, Мария Гороховская и Нина Бочарова. В обстановке позднего сталинизма подчёркивание украинской национальной идентичности воспринималось как вредное и опасное. Акцент, сделанный Яблонской на национальной принадлежности юной гимнастки, по мнению О’Махоуни, предполагает, что в близком будущем можно было ожидать перемен в этой сфере. О’Махоуни отмечает, что «украинская национальная идентичность здесь, через отсылки к физкультуре и спорту, связывается с более широкими целями и задачами современного многонационального советского государства». «Утро» Яблонской, по мнению искусствоведа, — произведение, запечатлевшее атмосферу раннего периода «оттепели». Художница изобразила переход девочки «от сна к бодрствованию, от тьмы к свету, от хаоса (неубранная постель) к новому порядку, равновесию, гармонии. Юная гимнастка воплощает надежды и чаяния, вызванные к жизни окончанием сталинской эры».
Сотрудница Нижневартовского государственного университета Любовь Вачаева отмечала, что картина «наполнена любовью, ощущением счастья и радости». По мнению автора, Яблонская всегда «трогательно изображала детвору». Картины художницы, посвящённые детям, с её точки зрения, «отличаются живописной свежестью, жизнерадостным мироощущением».
Современный художественный критик Вячеслав Суриков отмечал, что изображение на картине скомканной постели позволяет предположить: девочка только что вскочила с неё и раскинула руки, словно крылья в полёте. Он увидел в героине полотна «образцовую советскую девочку, у которой „только небо, только ветер, только радость впереди“». Анализируя картину, он утверждает: «[Девочка] родилась в самой счастливой в мире стране, где людям совершенно не о чем печалиться и осталось только дождаться того светлого будущего». В то же время Суриков отмечал, что современный зритель, по его словам, «отравленный постмодернизмом», всё-таки заметит, что девочка «позирует и, чтобы занять такое положение, она явно тренировалась». Но это «не отменяет оптимизм и состояние счастья, запечатлённые на этой картине». Художественный критик журнала «Огонёк» Наталия Нехлебова так писала о картине «Утро»: «Её человечность, теплота, свежесть стали символами оттепели. Летящее движение рук девочки и нежность утра создавали у современников ощущение надежды и начала нового времени».
Современный украинский искусствовед, кандидат искусствоведения Галина Скляренко и аспирант Киевского университета имени Бориса Гринченко Олена Иванченко отмечали популярность в середине 1950-х картины «Утро», «где в светлой, залитой солнцем комнате тоненькая девочка делает утреннюю зарядку», но тут же делали замечание, что Татьяна Яблонская «сама почувствовала и поняла творческую суетность этих произведений [своих полотен данного времени]». Марк Дюпети (псевдоним кандидата искусствоведения Остапа Ковальчука) относил картину «Утро» к периоду творчества художницы, когда  от создания «больших холстов она перешла к камерным, интимным изображениям своих детей». Эти картины («Простудилась», 1953, «Девочка с сачком», 1954) получили широкое признание массового зрителя, но сама художница «не испытывала полного творческого удовлетворения» от них.

## Использование картины в преподавании и воспитательной работе с подростками
Репродукция этой картины вскоре после создания была напечатана в популярном журнале «Огонёк», она неоднократно выпускалась на почтовых открытках. Картина была помещена в учебнике русского языка, советские школьники должны были писать об этой картине сочинение. Историк Александр Ратнер упоминал в своей книге «Тайны жизни Ники Турбиной», что школьницей будущая поэтесса написала сочинение по картине Татьяны Яблонской «Утро». Само оно не сохранилось, но учитель литературы девочки рассказал автору книги, что часть сочинения была в стихах, которые были посвящены бликам солнца, отражённым от пола в комнате героини полотна. В последующее время картина также использовалась в преподавании, в частности, она рекомендовалась на Украине в 2000-е годы для изучения в курсе «Русский язык» за 4 класс.
Педагог Вера Крючкова рекомендовала использование картины в работе с учащимися по составлению коллективного авторского текста. Доцент кафедры специальной психологии Тульского государственного педагогического университета имени Л. Н. Толстого, кандидат педагогических наук Оксана Кокорева и студентка этого вуза Алёна Прошкина предлагают использовать картину для виртуального музейного пространства, в котором будет организована работа с дошкольниками, имеющими нарушение зрения. По их мнению, полотно отвечает таким требованиям, необходимым для этого, как: доступность содержания, близость изображённой сцены личному опыту детей, художественная ценность, реалистичность изображения, пропорциональность соотношений предметов по величине в соответствии с соотношениями реальных объектов, цветовой контраст, чёткое выделение ближнего, среднего и дальнего планов. Рассказ о картине и репродукция с неё были напечатаны в детском журнале «Мурзилка».